# Жуан Ешковал
Жуан Ешковал (порт. João Escoval, нар. 8 травня 1997, Лісабон) — португальський футболіст, захисник клубу «Рієка».

## Ігрова кар'єра
Народився 8 травня 1997 року в місті Лісабон. Вихованець юнацької команди «Бенфіки», з 2016 року став виступати за резервну команду «Бенфіка Б», в якій провів сезон 2016/17, взявши участь у 16 матчах другого дивізіону Португалії.
18 серпня 2017 року Ешковал і його товариш по команді Філіпе Феррейра перейшли до клубу «Істра 1961» з хорватської Першої футбольної ліги в рамках угоди по переходу Мато Мілоша у зворотному напрямку. Португалець підписав чотирирічний контракт, втім відіграв за команду з Пули лише пів року і вже 10 січня 2018 року перейшов в іншу місцеву команду «Рієка», уклавши угоду на півтора року. У новій команді швидко став основним гравцем і допоміг команді двічі поспіль у 2019 та 2020 роках виграти Кубок Хорватії. Станом на 16 вересня 2020 року відіграв за команду з Рієки 61 матч в національному чемпіонаті.

## Статистика виступів

### Статистика клубних виступів
Станом на 16 листопада 2018 року
| Сезон             | Команда           | Чемпіонат         | Чемпіонат | Чемпіонат | Національний кубок | Національний кубок | Національний кубок | Континентальні кубки | Континентальні кубки | Континентальні кубки | Інші змагання | Інші змагання | Інші змагання | Усього | Усього |
| Сезон             | Команда           | Ліга              | Ігор      | Голів     | Ліга               | Ігор               | Голів              | Ліга                 | Ігор                 | Голів                | Ліга          | Ігор          | Голів         | Ігор   | Голів  |
| ----------------- | ----------------- | ----------------- | --------- | --------- | ------------------ | ------------------ | ------------------ | -------------------- | -------------------- | -------------------- | ------------- | ------------- | ------------- | ------ | ------ |
| 2016–17           | «Бенфіка Б»       | СЛ (ІІ)           | 16        | 0         | -                  | -                  | -                  | -                    | -                    | -                    | -             | -             | -             | 16     | 0      |
| 2017-січ. 2018    | «Істра 1961»      | 1. ХФЛ            | 12        | 0         | КХ                 | 3                  | 0                  | -                    | -                    | -                    | -             | -             | -             | 15     | 0      |
| січ.-черв. 2018   | «Рієка»           | 1. ХФЛ            | 7         | 0         | КХ                 | 0                  | 0                  | ЛЧ+ЛЄ                | -                    | -                    | -             | -             | -             | 7      | 0      |
| 2018–19           | «Рієка»           | 1. ХФЛ            | 10        | 0         | КХ                 | 2                  | 0                  | ЛЄ                   | 0                    | 0                    | -             | -             | -             | 12     | 0      |
| Усього за «Рієку» | Усього за «Рієку» | Усього за «Рієку» | 17        | 0         |                    | 2                  | 0                  |                      | 0                    | 0                    |               | -             | -             | 19     | 0      |
| Усього за кар'єру | Усього за кар'єру | Усього за кар'єру | 45        | 0         |                    | 5                  | 0                  |                      | 0                    | 0                    |               | -             | -             | 50     | 0      |

## Титули і досягнення
- Володар Кубка Хорватії (2):

«Рієка»: 2018–19, 2019–20